# Gençlerbirliği Spor Kulübü
El Gençlerbirliği Spor Kulübü (Unión Juvenil) es un club de fútbol de Turquía, de la ciudad de Ankara. Fue fundado en 1923 por estudiantes de secundaria. Al no ser escogidos por la escuela, el padre de uno (que era diputado por la provincia de Muş) fundó el equipo para que pudiesen jugar. Jugaron contra el equipo de su escuela y ganaron 3 a 1, así generando una leyenda. De ahí ganaron la Liga de Ankara 10 veces y entraron en la Super Liga Turca en 1959. De ahí estuvieron luchando para mantenerse en primera, y desde 1989 hasta 2018 se han mantenido. Sus mejores ligas fueron 1965/1966 y 2002/2003, en esta última llegaron a clasificarse a la Copa de la UEFA donde llegaron hasta cuartos, donde perdieron contra el Valencia CF. Sus presidentes fueron numerosos ya que se elegían cada año, pero desde 2016 lo lleva Murat Cavcav.

## Uniformes
- Uniforme titular: Camiseta rayada roja y negra , pantalón y medias negras.
- Uniforme alternativo: Camiseta blanca con rayas negras y rojas, pantalón y medias blancas.
- Los colores se cree que fueron por las papaverales rojas con centro negro que abundan por los alrededores de Ankara.

## Rivalidades
Sus principales rivales son el Ankaragucu y el Osmanlispor, ambos de Ankara.

## Datos del club
- Temporadas en Primera División : 44

1959-1970, 1983-1988, 1989-2018, 2019-presente.
- Temporadas en Segunda División : 14

1970-1979, 1980-1983, 1988-1989, 2018-2019.
- Temporadas en Tercera División : 1

1979-1980

## Palmarés

### Torneos nacionales
- Campeonato de Turquía (2): 1941, 1946
- Copa de Turquía (2): 1987 y 2001.
- TFF Primera División[1] (2): 1983, 1989
- Liga de fútbol de Ankara (record) (10): 1929-30, 1930-31, 1931-32, 1932-33, 1934-35, 1939-40, 1940-41, 1945-46, 1949-50, 1950-51

## Participación en competiciones de la UEFA

### UEFA Cup Winners' Cup
| Temporada | Ronda | Club         | Casa | Visita | Global |
| --------- | ----- | ------------ | ---- | ------ | ------ |
| 1987–88   | 1     | Dinamo Minsk | 1–2  | 0–2    | 1–4    |

### UEFA Cup / UEFA Europa League
| Temporada | Ronda              | Club             | Casa | Visita    | Global  |
| --------- | ------------------ | ---------------- | ---- | --------- | ------- |
| 2001–02   | 1                  | Halmstad         | 1–1  | 0–1       | 1–2     |
| 2003–04   | 1                  | Blackburn Rovers | 3–1  | 1–1       | 4–2     |
| 2003–04   | 2                  | Sporting CP      | 1–1  | 3–0       | 4–1     |
| 2003–04   | 3                  | Parma            | 3–0  | 1–0       | 4–0     |
| 2003–04   | 4                  | Valencia         | 1–0  | 0–2 (aet) | 1–2     |
| 2004-05   | 2.ª xlasificatoria | Rijeka           | 1–0  | 1–2       | 2–2 (a) |
| 2004-05   | 1                  | Egaleo           | 1–1  | 0–1       | 1–2 (a) |

### UEFA Intertoto Cup
| Temporada | Ronda          | Club               | Casa | Visita | Global     |
| --------- | -------------- | ------------------ | ---- | ------ | ---------- |
| 1995      | Fase de grupos | Hapoel Petah Tikva | 4–0  |        | 3.er lugar |
| 1995      | Fase de grupos | Strasbourg         |      | 1–4    | 3.er lugar |
| 1995      | Fase de grupos | Floriana           | 3–0  |        | 3.er lugar |
| 1995      | Fase de grupos | Tirol Innsbruck    |      | 2–3    | 3.er lugar |

## Galería

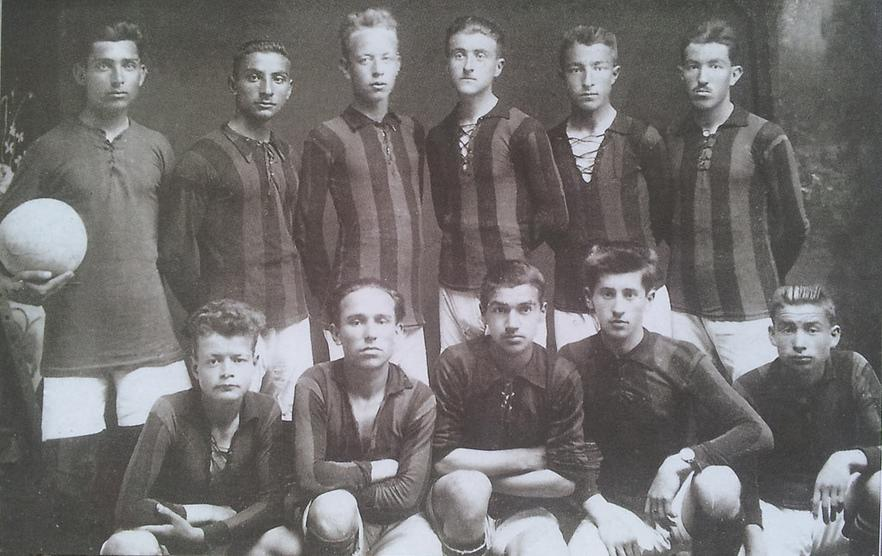
Equipo de 1924.
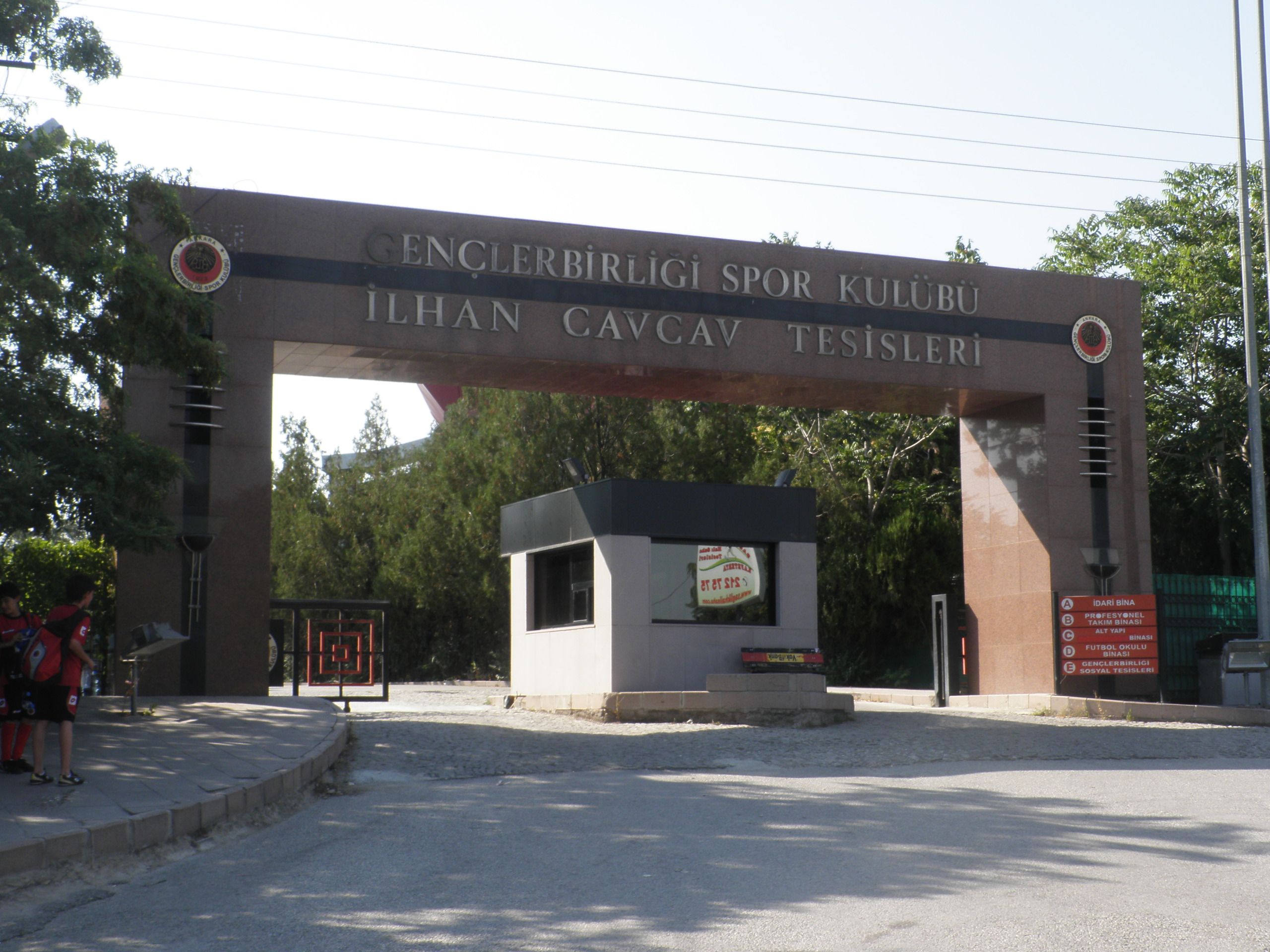
Entrada Principal.